# Anastasia Troefanova
Anastasia Troefanova (13 augustus 1996) is een Russisch skeletonster.

## Carrière
Troefanova maakte haar wereldbekerdebuut op 25 januari 2019 in St. Moritz waar ze 18e werd, dat seizoen zou ze 24e worden. Het seizoen 2019/20 nam ze niet deel aan de wereldbeker. Het seizoen erop nam ze opnieuw deel en werd 32e.

## Resultaten

### Wereldbeker
Eindklasseringen
| Seizoen   | Rang |
| --------- | ---- |
| 2018/2019 | 24e  |
| 2019/2020 | /    |
| 2020/2021 | 32e  |